# ديفيد كوستابايل
ديفيد كوستابايل (بالإنجليزية: David Costabile)‏ مواليد 1 يناير 1967 في واشنطن، الولايات المتحدة، هو ممثل أمريكي بدأ مسيرته الفنية عام 1997.

## روابط خارجية
- ديفيد كوستابايل على موقع IMDb (الإنجليزية)
- ديفيد كوستابايل على موقع ألو سيني (الفرنسية)
- ديفيد كوستابايل على موقع أول موفي (الإنجليزية)
- ديفيد كوستابايل على موقع قاعدة بيانات برودواي على الإنترنت (الإنجليزية)
- ديفيد كوستابايل على موقع قاعدة بيانات الأفلام السويدية (السويدية)
- ديفيد كوستابايل على موقع ديسكوغز (الإنجليزية)
- ديفيد كوستابايل على موقع قاعدة بيانات الفيلم (الإنجليزية)
- ديفيد كوستابايل على موقع كينوبويسك (الروسية)